# 本久寺 (松戸市)
本久寺（ほんきゅうじ）は、千葉県松戸市にある日蓮宗の寺院。

## 歴史
703年（大宝3年）に開山された。その後、真言宗の「真善光寺」となっている。
1650年（慶安3年）、養遠院日厳によって中興された。日厳は日蓮宗大本山中山法華経寺の第50世住職であり、寺も真言宗から日蓮宗に転宗した。
2011年（平成23年）に発生した東日本大震災で本堂が傾いたが、2013年（平成25年）に改修している。

## 交通アクセス
- 矢切駅より徒歩13分。